# Tom Kaulitz
Tom Kaulitz (* 1. září 1989, Lipsko) je kytaristou a příležitostně také pianistou německé kapely Tokio Hotel.

## Kariéra a život

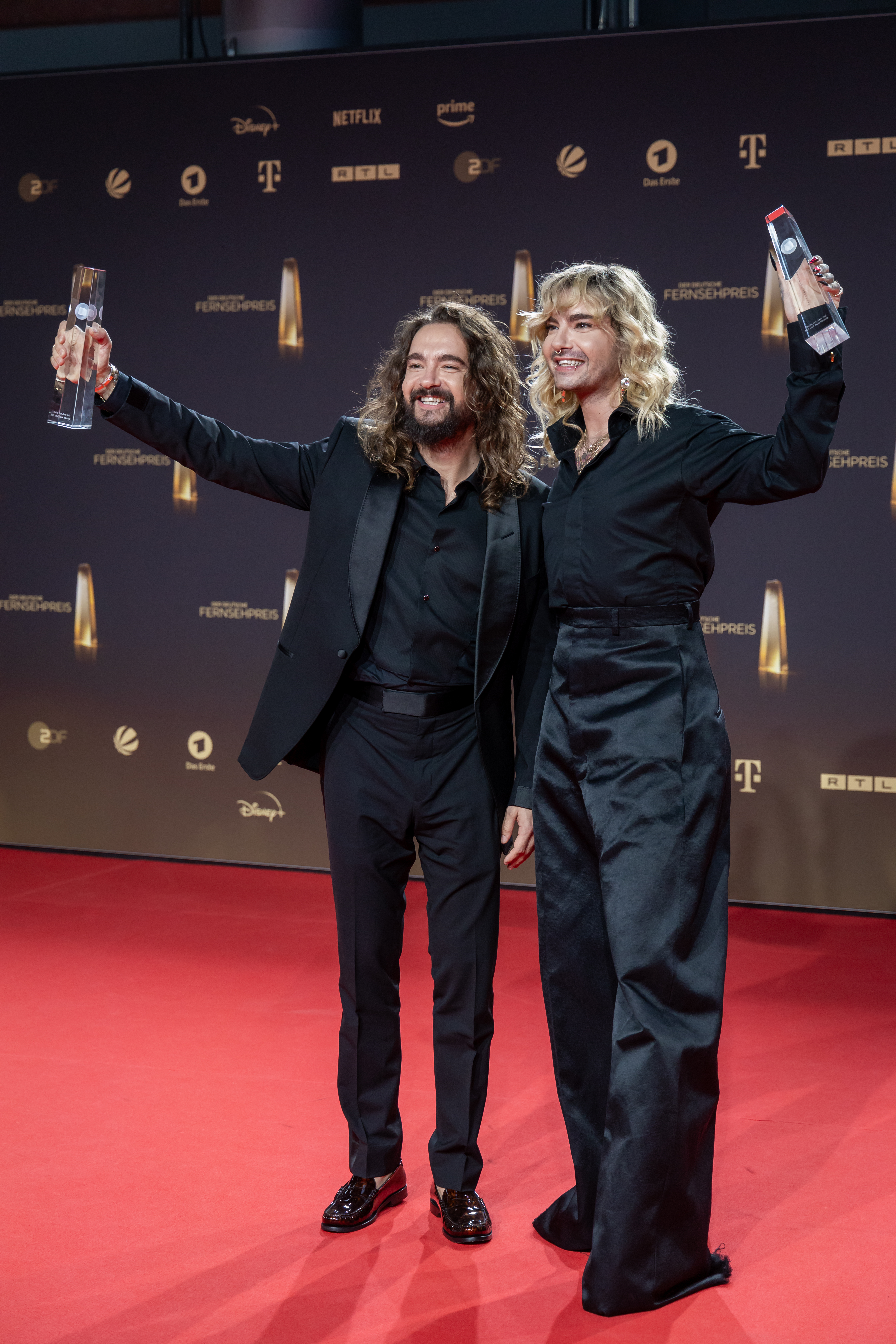
Tom Kaulitz se svým bratrem Billem.

Jeho rodiče se rozvedli, když mu bylo sedm. Matka Simone se po dlouholetém vztahu v roce 2009 vdala za zpěváka Gordona Trümpera.
Na kytaru hraje stejně dlouho, jako jeho bratr zpívá - od svých sedmi let. S hudbou je seznámil jejich nevlastní otec, který vlastní soukromou hudební školu a mimo jiné také hraje v kapele. Toma zpěv nikdy nelákal, a hned se zaměřil na kytaru. Jeho nejoblíbenější a nejpoužívanější značkou kytar je americký Gibson.
V roce 1995 si spolu se svým o deset minut mladším dvojčetem Billem zahrál v televizním dramatu Verrückt nach dir. Byla to jeho první televizní role. Jeho bratr propůjčil hlas animovanému Arthurovi ve filmu Artur a Minimojové a také v jeho pokračování "Artur a Minimojové 2".
V hudebním světě od raného dětství vystupoval se svým bratrem a později spolu s Billem, Georgem a Gustavem zformovali kapelu Devilish - název této kapely je spjatý právě s Tomem a jeho hrou na kytaru: po jednom z koncertů lokální Magdeburský magazín zveřejnil recenzi koncertu kapely Black Questionmark a Tomovu hru na kytaru označil za devilishly good - ďábelsky dobrou. Tom byl tak nadšený, že navrhl, aby se kapela přejmenovala právě na Devilish.
Tento název je omrzel v roce 2005 a známými se stali již jako Tokio hotel.
Kapela vydala šest alb, tři německá (Schrei, Zimmer 483, Humanoid) a tři anglická (Scream, Humanoid, Kings of Suburbia). Zajímavé je, že na čtvrtém albu Humanoid, které vyšlo ve dvou verzích: anglicky a německy, svou tvorbu nepřekládají do angličtiny doslovně, ale spíše alternativně - shoduje se pouze vyznění, text se ale většinou liší. Každá písnička má tedy dvě značně odlišné verze, což kapele rozšiřuje repertoár poněkud netradičním způsobem.